# 由良貞整
由良 貞整（ゆら さだまさ）は、江戸時代中期の高家旗本。由良家7代当主。官位は従四位上・左近衛権少将。

## 略歴
正徳3年（1713年）、由良貞長の長男として江戸の番町厩谷ノ館にて誕生。享保11年12月11日（1727年）、8代将軍・徳川吉宗に御目見する。享保12年（1727年）7月5日、家督を継ぐ。
寛保2年（1742年）10月15日、奥高家となる。同日、従五位下・侍従兼播磨守に叙任される。延享4年（1747年）11月1日、従四位下に昇叙する。宝暦6年（1756年）5月3日、高家肝煎。宝暦10年（1760年）4月26日、従四位上に昇叙する。安永2年（1773年）1月15日、左近衛権少将に補任。安永9年（1780年）4月9日、役務を辞す。
天明2年（1782年）10月16日、死去。なお、当代より10万石以上の格式、金紋揃箱御免となると家伝にあり。

## 系譜
- 父：由良貞長（1676-1727）
- 母：不詳
- 正室：柴田七左衛門康端の娘
- 次室：山岡但馬守景久の娘
- 継室：戸田織部氏賢の娘
- 生母不明の子女
  - 女子：由良貞通正室
  - 男子：由良貞居
- 養子
  - 男子：由良貞通（1741-1810） - 松平明矩の三男